# Верховна Рада України VII скликання
Верховна Рада України VII скликання обрана на чергових виборах 28 жовтня 2012 року та діяла до 27 листопада 2014 року.

## Історія

### Вибори
28 жовтня 2012 року в Україні відбулися чергові парламентські вибори, за результатами яких було сформовано Верховну Раду України сьомого скликання. Вибори відбувалися за змішаною системою: 225 (половина) депутатів обиралися за пропорційною системою (за партійними списками у загальнодержавному багатомандатному окрузі), а інші 225 депутатів обиралися за мажоритарною системою (в окремих одномандатних округах).
За пропорційною системою до парламенту потрапили представники від 5 партій, які подолали 5%-й виборчий бар'єр: Партія регіонів, Всеукраїнське об'єднання «Батьківщина», Партія «УДАР» Віталія Кличка, Комуністична партія України і Всеукраїнське об'єднання «Свобода».
| Партія (у дужках — лідер)                             | Партія (у дужках — лідер)                             | Місця                                                  | Місця                      | Місця     |
| Партія (у дужках — лідер)                             | Партія (у дужках — лідер)                             | За пропорційною системою (у дужках — відсоток голосів) | За одномандатними округами | Всього    |
| ----------------------------------------------------- | ----------------------------------------------------- | ------------------------------------------------------ | -------------------------- | --------- |
|                                                       | Партія регіонів (Микола Азаров)                       | 72 (30,00%)                                            | 113                        | 185 / 450 |
|                                                       | ВО «Батьківщина» (Юлія Тимошенко)                     | 62 (25,54%)                                            | 39                         | 101 / 450 |
|                                                       | УДАР (Віталій Кличко)                                 | 34 (13,96%)                                            | 6                          | 40 / 450  |
|                                                       | Комуністична партія України (Петро Симоненко)         | 32 (13,18%)                                            | —                          | 32 / 450  |
|                                                       | ВО «Свобода» (Олег Тягнибок)                          | 25 (10,44%)                                            | 12                         | 37 / 450  |
|                                                       |                                                       |                                                        |                            |           |
|                                                       | Радикальна партія Олега Ляшка                         | —                                                      | 1                          | 1 / 450   |
|                                                       | Єдиний центр                                          | —                                                      | 3                          | 3 / 450   |
|                                                       | Народна партія                                        | —                                                      | 2                          | 2 / 450   |
|                                                       | Союз                                                  | —                                                      | 1                          | 1 / 450   |
|                                                       | Самовисуванці                                         | —                                                      | 43                         | 43 / 450  |
| Вакантні місця (округи із невстановленим результатом) | Вакантні місця (округи із невстановленим результатом) |                                                        | 5                          | 5 / 450   |
| Всього                                                | Всього                                                | 225                                                    | 225                        | 450       |

### Початок роботи

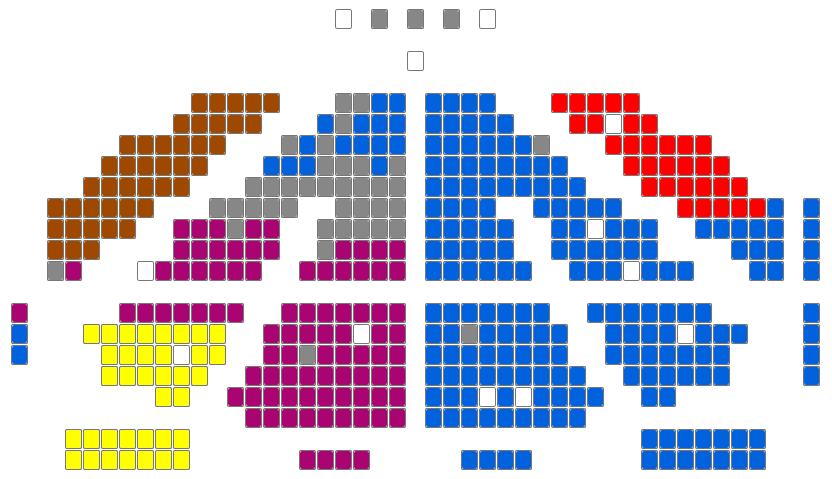
Схема розміщення депутатських фракцій і груп у залі Верховної Ради України 7 скликання

12 грудня 2012 року відбулося перше засідання новообраного складу парламенту. У цей день новообрані депутати склали присягу, сформували 5 фракцій (відповідно до 5 партій, що пройшли до парламенту за пропорційною системою) та обрали лічильну комісію. Водночас у парламенті декілька разів відбувалися сутички, зокрема через те, що двоє депутатів обраних від партії «Батьківщина» (Олександр та Андрій Табалови) відмовилися входити до відповідної фракції та залишились безпартійними. Також представники трьох фракцій опозиції (Батьківщина, УДАР та Свобода) кілька разів упродовж дня блокували трибуну.
Наступного дня 13 грудня Верховна Рада продовжила своє засідання і обрала 250-ма голосами Головою Верховної Ради представника Партії регонів Володимира Рибака. Під час обговорення кандидатур на посаду спікера у залі відбулося дві бійки через неперсональне голосування депутатів від провладних фракцій та через виступ одного з депутатів російською мовою. Внаслідок бійок було зламано одну зі стійок з 5-ма гніздами для карток голосування, де мали сидіти представники УДАРу.
Після того Верховна Рада обрала Першим заступником голови представника Комуністичної партії Ігоря Калєтніка, а заступником — представника Свободи Руслана Кошулинського.
Також Верховна Рада 252-ма голосами погодила кандидатуру Миколи Азарова від Партії регіонів на посаду Прем'єр-міністра України. Окрім Партії регіонів за це рішення проголосували представники Компартії та деякі позафракційні депутати. Одразу після цього опозиція покинула залу Верховної Ради перед тим, як там увімкнули відеозвернення Президента України Віктора Януковича. Після цього депутати проголосували постанову про перелік і кількісний склад комітетів, однак їхній персональний склад було вирішено затвердити пізніше.
25 грудня Верховна Рада остаточно утворила 29 комітетів, визначила їхніх голів та заступників і затвердила їхній персональний склад.

### Диктаторські закони
16 січня 2014 року у розпал масових протестів в Україні проти режиму Януковича Верховна Рада прийняла низку законів, пізніше названих «диктаторськими», якими значно обмежувалися права громадян і зокрема учасників акцій протесту. Закони були ухвалені з грубим порушенням процедури і спричинили загострення протестів в Україні, зокрема жорстке протистояння між мітингувальниками і міліцією та внутрішніми військами на вулиці Грушевського у центрі Києва та захоплення адміністративних споруд у регіонах України.
«Диктаторські закони» викликали критику з боку міжнародної спільноти, зокрема Європейського Союзу, Ради Європи та уряду США, які закликали українську владу скасувати їх через порушення демократичних норм і прав людини. Це рішення також стало каталізатором радикалізації протестів, що перейшли у відкриті сутички з правоохоронцями, особливо під час подій на вулиці Грушевського, які стали символом боротьби за права та свободи громадян.
28 січня Прем'єр-міністр Микола Азаров подав у відставку, а Верховна Рада скасувала «дикаторські закони».

### Сесії
| №           | Дата початку   | Дата завершення |
| ----------- | -------------- | --------------- |
| 1           | 12 грудня 2012 | 11 січня 2013   |
| 2           | 22 лютого 2013 | 5 липня 2013    |
| 3           | 3 вересня 2013 | 16 січня 2014   |
| позачергова | 28 січня 2014  | 29 січня 2014   |
| 4           | 4 лютого 2014  | 2 вересня 2014  |
| 5           | 2 вересня 2014 | 20 жовтня 2014  |

### Припинення
24 липня 2014 року коаліція депутатських фракцій у Верховній Раді розпалася, і протягом місяця нову коаліцію не було сформовано, як того вимагає стаття 83 Конституції України. Відповідно до пункту 1 частини другої статті 90 Конституції України, Президент має право достроково припинити повноваження парламенту, якщо протягом одного місяця не сформовано коаліцію депутатських фракцій.
25 серпня 2014 року Президент України Петро Порошенко оголосив про рішення достроково припинити повноваження Верховної Ради VII скликання. Відповідний Указ Президента №690/2014 від 27 серпня 2014 року передбачав припинення повноважень парламенту та призначення позачергових виборів на 26 жовтня 2014 року. 
Позачергові вибори відбулися 26 жовтня 2014 року, після чого новообрана Верховна Рада України VIII скликання розпочала свою роботу 27 листопада 2014 року. Таким чином, повноваження депутатів VII скликання офіційно припинилися в день відкриття першого засідання нового парламенту.

## Явища
Проявами політичної корупції та кризи парламентаризму у Верховній Раді України VII скликання знову стали «тушкування» і «кнопкодавство».

### «Тушки»
Першими «тушками» у Верховній Раді України VII скликання стали обрані від Всеукраїнського об'єднання «Батьківщина» батько та син Табалови. Батько, Табалов Олександр Миколайович, був обраний депутатом по багатомандатному округу як № 47 по списку ВО «Батьківщина». Син, Табалов Андрій Олександрович, став депутатом Верховної Ради як кандидат від ВО «Батьківщина» по одномандатному виборчому округу № 99 (Кіровоградська область). Обидва після обрання депутатами відмовилися вступити в фракцію ВО «Батьківщина» в Верховній Раді.
Різко про існування «тушок», зокрема у Верховній Раді України VII скликання, висловився перший Президент України Леонід Кравчук:
|  | Особисто я хотів би вірити в те, що в опозиції більше не буде «тушок» на кшталт Табалових, які ніби клялися на Біблії, а насправді — на казані зі смолою. Такі люди взагалі повинні бути викинуті з політичного життя як клятвовідступники. |

Однак ці дві особи не стали єдиними «тушками» цього скликання.

### «Кнопкодавство»
Громадський рух «Чесно» на форумі «Чесна розмова з майбутнім парламентом» оприлюднив результати моніторингу депутатів VII скликання на відповідність критеріям доброчесності. 156 народних депутатів VII скликання були помічені у «кнопкодавстві». До Верховної Ради VII скликання пройшли 156 порушників критеріїв «ЧЕСНО» щодо особистого голосування (кнопкодавство)..
Депутатів від Партії регіонів керівництво фракції зобов'язує голосувати за інших депутатів. Перед голосуванням відповідальні особи фракції Партії регіонів роздають іншим депутатам картки.
Захищаючи практику неособистого голосування, представники провладної більшості називають її «делегуванням повноважень». Партія Регіонів та Комуністична партія України разом виступають проти кримінальної відповідальності за «кнопкодавство». Учасниками «кнопкодавства» у Верховній Раді VII скликання стали 38 народних депутатів.

#### Заходи впливу опозиції задля подолання «кнопкодавства»
Із перших днів роботи Верховної Ради VII скликання опозиційні фракції — «Батьківщина», партії «УДАР Віталія Кличка», ВО «Свобода», здійснили ряд скоординованих заходів задля припинення «кнопкодавства» з боку депутатів фракції Партії Регіонів.
5 лютого 2013 року народні депутати від опозиції заблокували трибуну. Представники фракції «УДАР» прийшли на засідання у червоних светрах з написом «Голосуємо Особисто».
Фракція ВО «Свобода» зареєструвала законопроєкт про кримінальне покарання за голосування чужими картками. Цей документ передбачає покарання депутатам, які голосуватимуть чужими картками за своїх колег, — ув'язнення від 5 до 8 років.
Народний депутат, член фракції «Батьківщина» Юрій Одарченко подав до суду позов на Верховну Раду України з вимогою ввести персональне голосування та скасувати постанови, прийняті з порушенням регламенту. Депутат вимагає запровадити електронну систему для голосування, яка унеможливлює реєстрацію та голосування одним депутатом замість іншого, та визнати незаконними і скасувати ті акти Верховної Ради, які були прийняті в період з 13 грудня 2012 року по 11 січня 2013 року. Позов подано до Вищого адміністративного суду України 5 лютого 2013 року.

## Керівництво
| Посада        | Особа                             | Час на посаді                      |  | Партія                      |
| ------------- | --------------------------------- | ---------------------------------- |  | --------------------------- |
| Голова        | Рибак Володимир Васильович        | 13 грудня 2012 — 22 лютого 2014    |  | Партія регіонів             |
| Голова        | Турчинов Олександр Валентинович   | 22 лютого 2014 — 27 листопада 2014 |  | ВО «Батьківщина»            |
| 1-й заступник | Калєтнік Ігор Григорович          | 13 грудня 2012 — 22 лютого 2014    |  | Комуністична партія України |
| Заступник     | Кошулинський Руслан Володимирович | 13 грудня 2012 — 27 листопада 2014 |  | ВО «Свобода»                |

## Фракції і групи
Фракції Верховної Ради 7-го скликання були сформовані у перший день роботи 12 грудня 2012 року відповідно до 5 партій, що потрапили до парламенту за пропорційною системою.
Наприкінці лютого 2014 року після виходу багатьох депутатів зі складу Фракції партії регіонів були утворені нові депутатські групи.

### Сформовані 12 грудня 2012 року
| Фракція                | Кількість депутатів | Голова фракції    | Заступники голови |
| ---------------------- | ------------------- | ----------------- | --- |
| Партії регіонів        | 210                 | Олександр Єфремов | Михайло Чечетов (перший заступник), Володимир Бандуров, Юрій Воропаєв, Сергій Клюєв, Олексій Кунченко, Михайло Мироненко, Юрій Самойленко, Сергій Тігіпко |
| Батьківщина            | 99                  | Арсеній Яценюк    | Сергій Соболєв, Дмитро Шлемко, В'ячеслав Кириленко, Борис Тарасюк, Сергій Сас, Андрій Іванчук, Сергій Пашинський                                          |
| УДАР                   | 42                  | Віталій Кличко    | Віталій Ковальчук, Віктор Пинзеник |
| Свобода                | 37                  | Олег Тягнибок     | Андрій Мохник, Руслан Кошулинський |
| Компартії України      | 33                  | Петро Симоненко   | Адам Мартинюк (перший заступник), Валентин Матвєєв |
| позафракційні депутати | 24                  | —                 | — |
| Всього                 | 445                 | —                 | — |

### Упродовж скликання
| Фракція, група                                   | Голова                                                                                                  | Період існування        |
| ------------------------------------------------ | --- | ----------------------- |
| Фракція Партії регіонів                          | Єфремов Олександр Сергійович                                                                            | 12.12.2012 — 27.11.2014 |
| Фракція всеукраїнського об'єднання «Батьківщина» | Яценюк Арсеній Петрович (до 28.02.2014) Соболєв Сергій Владиславович                                    | 12.12.2012 — 27.11.2014 |
| Фракція політичної партії «УДАР Віталія Кличка»  | Кличко Віталій Володимирович (до 5.06.2014) Ковальчук Віталій Анатолійович                              | 12.12.2012 — 27.11.2014 |
| Фракція всеукраїнського об'єднання «Свобода»     | Тягнибок Олег Ярославович                                                                               | 12.12.2012 — 27.11.2014 |
| Фракція Комуністичної партії України             | Симоненко Петро Миколайович                                                                             | 12.12.2012 — 24.07.2014 |
| Група «Економічний розвиток»                     | Кінах Анатолій Кирилович                                                                                | 24.02.2014 — 27.11.2014 |
| Група «Суверенна європейська Україна»            | уповн. предст.: Єремеєв Ігор Миронович, Москаленко Ярослав Миколайович, Доній Олександр Сергійович      | 27.02.2014 — 27.11.2014 |
| Група «За мир та стабільність»                   | уповн. предст.: Козуб Олександр Андрійович, Балицький Євген Віталійович, Присяжнюк Олександр Андрійович | 2.07.2014 — 27.11.2014  |

## Комітети
У складі Верховної Ради сьомого скликання діяло 29 комітетів:
| Назва комітету                                                                                       | Кількість депутатів |
| --- | ------------------- |
| з питань аграрної політики та земельних відносин                                                     | 28                  |
| з питань боротьби з організованою злочинністю і корупцією                                            | 11                  |
| з питань будівництва, містобудування і житлово-комунального господарства та регіональної політики    | 17                  |
| з питань бюджету                                                                                     | 36                  |
| з питань верховенства права та правосуддя                                                            | 17                  |
| з питань державного будівництва та місцевого самоврядування                                          | 15                  |
| з питань екологічної політики, природокористування та ліквідації наслідків Чорнобильської катастрофи | 13                  |
| з питань економічної політики                                                                        | 17                  |
| з питань європейської інтеграції                                                                     | 16                  |
| з питань законодавчого забезпечення правоохоронної діяльності                                        | 16                  |
| у закордонних справах                                                                                | 17                  |
| з питань інформатизації та інформаційних технологій                                                  | 7                   |
| з питань культури і духовності                                                                       | 10                  |
| з питань науки і освіти                                                                              | 8                   |
| з питань національної безпеки і оборони                                                              | 14                  |
| з питань охорони здоров'я                                                                            | 13                  |
| з питань паливно-енергетичного комплексу, ядерної політики та ядерної безпеки                        | 23                  |
| у справах пенсіонерів, ветеранів та інвалідів                                                        | 6                   |
| з питань підприємництва, регуляторної та антимонопольної політики                                    | 11                  |
| з питань податкової та митної політики                                                               | 27                  |
| з питань прав людини, національних меншин і міжнаціональних відносин                                 | 9                   |
| з питань правової політики                                                                           | 16                  |
| з питань промислової та інвестиційної політики                                                       | 14                  |
| з питань Регламенту, депутатської етики та забезпечення діяльності Верховної Ради України            | 18                  |
| з питань свободи слова та інформації                                                                 | 10                  |
| з питань сім'ї, молодіжної політики, спорту та туризму                                               | 8                   |
| з питань соціальної політики та праці                                                                | 12                  |
| з питань транспорту і зв'язку                                                                        | 20                  |
| з питань фінансів і банківської діяльності                                                           | 13                  |
| Спеціальна контрольна комісія Верховної Ради України з питань приватизації                           | 16                  |

Спочатку депутати планували утворити 27 комітетів, однак їхня остаточна кількість була збільшена до 29-ти.

## Депутати
За підсумками виборів 28 жовтня 2012 року було обрано 445 депутатів, ще 5 обрано на повторних виборах 15 грудня 2013 року, по одному депутату обрано на проміжних виборах 7 липня 2013 року і 25 травня 2014 року.
Депутати, обрані 28 жовтня 2012 року, набули повноважень 12 грудня 2012 року. Повноваження припинені 27 листопада 2014 року.
Список депутатів
| ПІБ                                  | Фото | Партія                        | Область                   | № округу | № у списку | Початок повноважень | Кінець повноважень |
| ------------------------------------ | ---- | ----------------------------- | ------------------------- | -------- | ---------- | ------------------- | ------------------ |
| Азаров Микола Янович                 |      | Партія регіонів               | Багатомандатний округ     |          | 1          | 12.12.2012          | 18.12.2012         |
| Повалій Таїсія Миколаївна            |      | Партія регіонів               | Багатомандатний округ     |          | 2          | 12.12.2012          | 27.11.2014         |
| Тігіпко Сергій Леонідович            |      | Партія регіонів               | Багатомандатний округ     |          | 3          | 12.12.2012          | 27.11.2014         |
| Єфремов Олександр Сергійович         |      | Партія регіонів               | Багатомандатний округ     |          | 5          | 12.12.2012          | 27.11.2014         |
| Бойко Володимир Семенович            |      | Партія регіонів               | Багатомандатний округ     |          | 7          | 12.12.2012          | 27.11.2014         |
| Колесніков Борис Вікторович          |      | Партія регіонів               | Багатомандатний округ     |          | 8          | 12.12.2012          | 27.11.2014         |
| Кожара Леонід Олександрович          |      | Партія регіонів               | Багатомандатний округ     |          | 9          | 12.12.2012          | 25.12.2012         |
| Рибак Володимир Васильович           |      | Партія регіонів               | Багатомандатний округ     |          | 10         | 12.12.2012          | 27.11.2014         |
| Табачник Дмитро Володимирович        |      | Партія регіонів               | Багатомандатний округ     |          | 11         | 12.12.2012          | 25.12.2012         |
| Лавринович Олександр Володимирович   |      | Партія регіонів               | Багатомандатний округ     |          | 12         | 12.12.2012          | 25.12.2012         |
| Герман Ганна Миколаївна              |      | Партія регіонів               | Багатомандатний округ     |          | 13         | 12.12.2012          | 27.11.2014         |
| Скубашевський Станіслав Валеріанович |      | Партія регіонів               | Багатомандатний округ     |          | 14         | 12.12.2012          | 27.11.2014         |
| Близнюк Анатолій Михайлович          |      | Партія регіонів               | Багатомандатний округ     |          | 15         | 12.12.2012          | 27.11.2014         |
| Шаров Ігор Федорович                 |      | Партія регіонів               | Багатомандатний округ     |          | 16         | 12.12.2012          | 27.11.2014         |
| Олійник Володимир Миколайович        |      | Партія регіонів               | Багатомандатний округ     |          | 17         | 12.12.2012          | 27.11.2014         |
| Табачнік Яків Піневич                |      | Партія регіонів               | Багатомандатний округ     |          | 18         | 12.12.2012          | 27.11.2014         |
| Макеєнко Володимир Володимирович     |      | Партія регіонів               | Багатомандатний округ     |          | 19         | 12.12.2012          | 27.11.2014         |
| Тедеєв Ельбрус Сосланович            |      | Партія регіонів               | Багатомандатний округ     |          | 20         | 12.12.2012          | 27.11.2014         |
| Чечетов Михайло Васильович           |      | Партія регіонів               | Багатомандатний округ     |          | 21         | 12.12.2012          | 27.11.2014         |
| Янукович Віктор Вікторович           |      | Партія регіонів               | Багатомандатний округ     |          | 22         | 12.12.2012          | 27.11.2014         |
| Хомутиннік Віталій Юрійович          |      | Партія регіонів               | Багатомандатний округ     |          | 23         | 12.12.2012          | 27.11.2014         |
| Іванющенко Юрій Володимирович        |      | Партія регіонів               | Багатомандатний округ     |          | 24         | 12.12.2012          | 27.11.2014         |
| Фабрикант Світлана Самуілівна        |      | Партія регіонів               | Багатомандатний округ     |          | 25         | 12.12.2012          | 27.11.2014         |
| Воропаєв Юрій Миколайович            |      | Партія регіонів               | Багатомандатний округ     |          | 26         | 12.12.2012          | 27.11.2014         |
| Шуфрич Нестор Іванович               |      | Партія регіонів               | Багатомандатний округ     |          | 27         | 12.12.2012          | 27.11.2014         |
| Демидко Володимир Миколайович        |      | Партія регіонів               | Багатомандатний округ     |          | 28         | 12.12.2012          | 27.11.2014         |
| Гєллєр Євгеній Борисович             |      | Партія регіонів               | Багатомандатний округ     |          | 29         | 12.12.2012          | 27.11.2014         |
| Мальцев Володимир Олександрович      |      | Партія регіонів               | Багатомандатний округ     |          | 30         | 12.12.2012          | 27.11.2014         |
| Вечерко Володимир Миколайович        |      | Партія регіонів               | Багатомандатний округ     |          | 31         | 12.12.2012          | 27.11.2014         |
| Мхітарян Нвєр Мнацаканович           |      | Партія регіонів               | Багатомандатний округ     |          | 32         | 12.12.2012          | 27.11.2014         |
| Кий Сергій Вікторович                |      | Партія регіонів               | Багатомандатний округ     |          | 33         | 12.12.2012          | 27.11.2014         |
| Демянко Микола Іванович              |      | Партія регіонів               | Багатомандатний округ     |          | 34         | 12.12.2012          | 27.11.2014         |
| Дудка Володимир Володимирович        |      | Партія регіонів               | Багатомандатний округ     |          | 35         | 12.12.2012          | 27.11.2014         |
| Васадзе Таріел Шакрович              |      | Партія регіонів               | Багатомандатний округ     |          | 36         | 12.12.2012          | 27.11.2014         |
| Хмельницький Василь Іванович         |      | Партія регіонів               | Багатомандатний округ     |          | 37         | 12.12.2012          | 27.11.2014         |
| Зарубінський Олег Олександрович      |      | Партія регіонів               | Багатомандатний округ     |          | 38         | 12.12.2012          | 27.11.2014         |
| Мірошниченко Юрій Романович          |      | Партія регіонів               | Багатомандатний округ     |          | 39         | 12.12.2012          | 27.11.2014         |
| Турманов Віктор Іванович             |      | Партія регіонів               | Багатомандатний округ     |          | 40         | 12.12.2012          | 27.11.2014         |
| Селіваров Андрій Борисович           |      | Партія регіонів               | Багатомандатний округ     |          | 41         | 12.12.2012          | 27.11.2014         |
| Мошак Сергій Миколайович             |      | Партія регіонів               | Багатомандатний округ     |          | 42         | 12.12.2012          | 27.11.2014         |
| Кузьмук Олександр Іванович           |      | Партія регіонів               | Багатомандатний округ     |          | 43         | 12.12.2012          | 27.11.2014         |
| Єгоров Олександр Миколайович         |      | Партія регіонів               | Багатомандатний округ     |          | 44         | 12.12.2012          | 27.11.2014         |
| Ващук Катерина Тимофіївна            |      | Партія регіонів               | Багатомандатний округ     |          | 45         | 12.12.2012          | 27.11.2014         |
| Веревський Андрій Михайлович         |      | Партія регіонів               | Багатомандатний округ     |          | 46         | 12.12.2012          | 05.03.2013         |
| Бондаренко Олена Анатоліївна         |      | Партія регіонів               | Багатомандатний округ     |          | 47         | 12.12.2012          | 27.11.2014         |
| Сігал Євген Якович                   |      | Партія регіонів               | Багатомандатний округ     |          | 48         | 12.12.2012          | 27.11.2014         |
| Смітюх Григорій Євдокимович          |      | Партія регіонів               | Багатомандатний округ     |          | 49         | 12.12.2012          | 27.11.2014         |
| Чертков Юрій Дмитрович               |      | Партія регіонів               | Багатомандатний округ     |          | 50         | 12.12.2012          | 27.11.2014         |
| Баграєв Микола Георгійович           |      | Партія регіонів               | Багатомандатний округ     |          | 51         | 12.12.2012          | 27.11.2014         |
| Аркаллаєв Нуруліслам Гаджиєвич       |      | Партія регіонів               | Багатомандатний округ     |          | 52         | 12.12.2012          | 27.11.2014         |
| Пригодський Антон Вікентійович       |      | Партія регіонів               | Багатомандатний округ     |          | 53         | 12.12.2012          | 27.11.2014         |
| Васильєв Геннадій Андрійович         |      | Партія регіонів               | Багатомандатний округ     |          | 54         | 12.12.2012          | 27.11.2014         |
| Шаблатович Олег Миколайович          |      | Партія регіонів               | Багатомандатний округ     |          | 55         | 12.12.2012          | 27.11.2014         |
| Продивус Володимир Степанович        |      | Партія регіонів               | Багатомандатний округ     |          | 56         | 12.12.2012          | 27.11.2014         |
| Щербань Артем Володимирович          |      | Партія регіонів               | Багатомандатний округ     |          | 57         | 12.12.2012          | 27.11.2014         |
| Калюжний Віталій Анатолійович        |      | Партія регіонів               | Багатомандатний округ     |          | 58         | 12.12.2012          | 27.11.2014         |
| Кінах Анатолій Кирилович             |      | Партія регіонів               | Багатомандатний округ     |          | 59         | 12.12.2012          | 27.11.2014         |
| Богословська Інна Германівна         |      | Партія регіонів               | Багатомандатний округ     |          | 60         | 12.12.2012          | 27.11.2014         |
| Мельник Станіслав Анатолійович       |      | Партія регіонів               | Багатомандатний округ     |          | 61         | 12.12.2012          | 27.11.2014         |
| Малишев Володимир Степанович         |      | Партія регіонів               | Багатомандатний округ     |          | 62         | 12.12.2012          | 27.11.2014         |
| Мироненко Михайло Іванович           |      | Партія регіонів               | Багатомандатний округ     |          | 63         | 12.12.2012          | 27.11.2014         |
| Волков Олександр Анатолійович        |      | Партія регіонів               | Багатомандатний округ     |          | 64         | 12.12.2012          | 27.11.2014         |
| Мельничук Лариса Юріївна             |      | Партія регіонів               | Багатомандатний округ     |          | 65         | 12.12.2012          | 27.11.2014         |
| Корж Павло Петрович                  |      | Партія регіонів               | Багатомандатний округ     |          | 66         | 12.12.2012          | 27.11.2014         |
| Шатворян Вілен Григорович            |      | Партія регіонів               | Багатомандатний округ     |          | 67         | 12.12.2012          | 27.11.2014         |
| Прасолов Ігор Миколайович            |      | Партія регіонів               | Багатомандатний округ     |          | 68         | 12.12.2012          | 11.01.2013         |
| Пінчук Андрій Павлович               |      | Партія регіонів               | Багатомандатний округ     |          | 69         | 12.12.2012          | 27.11.2014         |
| Коржев Анатолій Леонідович           |      | Партія регіонів               | Багатомандатний округ     |          | 70         | 12.12.2012          | 27.11.2014         |
| Долженков Олександр Валерійович      |      | Партія регіонів               | Багатомандатний округ     |          | 71         | 12.12.2012          | 27.11.2014         |
| Стоян Олександр Миколайович          |      | Партія регіонів               | Багатомандатний округ     |          | 72         | 12.12.2012          | 27.11.2014         |
| Попеску Іван Васильович              |      | Партія регіонів               | Багатомандатний округ     |          | 73         | 12.12.2012          | 27.11.2014         |
| Гайдош Іштван Ференцович             |      | Партія регіонів               | Багатомандатний округ     |          | 74         | 12.12.2012          | 27.11.2014         |
| Поляков Василь Леонідович            |      | Партія регіонів               | Багатомандатний округ     |          | 75         | 25.12.2012          | 27.11.2014         |
| Поляченко Юрій Володимирович         |      | Партія регіонів               | Багатомандатний округ     |          | 76         | 10.01.2013          | 27.11.2014         |
| Зац Олександр Вікторович             |      | Партія регіонів               | Багатомандатний округ     |          | 77         | 10.01.2013          | 27.11.2014         |
| Благодир Юрій Анатолійович           |      | Партія регіонів               | Багатомандатний округ     |          | 78         | 10.01.2013          | 27.11.2014         |
| Мирний Іван Миколайович              |      | Партія регіонів               | Багатомандатний округ     |          | 79         | 22.02.2013          | 27.11.2014         |
| Козуб Олександр Андрійович           |      | Партія регіонів               | Багатомандатний округ     |          | 80         | 19.03.2013          | 27.11.2014         |
| Яценюк Арсеній Петрович              |      | ВО «Батьківщина»              | Багатомандатний округ     |          | 2          | 12.12.2012          | 28.02.2014         |
| Гриценко Анатолій Степанович         |      | ВО «Батьківщина»              | Багатомандатний округ     |          | 3          | 12.12.2012          | 27.11.2014         |
| Турчинов Олександр Валентинович      |      | ВО «Батьківщина»              | Багатомандатний округ     |          | 4          | 12.12.2012          | 27.11.2014         |
| Кириленко В'ячеслав Анатолійович     |      | ВО «Батьківщина»              | Багатомандатний округ     |          | 6          | 12.12.2012          | 27.11.2014         |
| Немиря Григорій Михайлович           |      | ВО «Батьківщина»              | Багатомандатний округ     |          | 7          | 12.12.2012          | 27.11.2014         |
| Соболєв Сергій Владиславович         |      | ВО «Батьківщина»              | Багатомандатний округ     |          | 8          | 12.12.2012          | 27.11.2014         |
| Тарасюк Борис Іванович               |      | ВО «Батьківщина»              | Багатомандатний округ     |          | 9          | 12.12.2012          | 27.11.2014         |
| Томенко Микола Володимирович         |      | ВО «Батьківщина»              | Багатомандатний округ     |          | 10         | 12.12.2012          | 27.11.2014         |
| Княжицький Микола Леонідович         |      | ВО «Батьківщина»              | Багатомандатний округ     |          | 11         | 12.12.2012          | 27.11.2014         |
| Джемілєв Мустафа                     |      | ВО «Батьківщина»              | Багатомандатний округ     |          | 12         | 12.12.2012          | 27.11.2014         |
| Кожем'якін Андрій Анатолійович       |      | ВО «Батьківщина»              | Багатомандатний округ     |          | 13         | 12.12.2012          | 27.11.2014         |
| Гриневич Лілія Михайлівна            |      | ВО «Батьківщина»              | Багатомандатний округ     |          | 14         | 12.12.2012          | 27.11.2014         |
| Кириленко Іван Григорович            |      | ВО «Батьківщина»              | Багатомандатний округ     |          | 15         | 12.12.2012          | 27.11.2014         |
| Федорчук Ярослав Петрович            |      | ВО «Батьківщина»              | Багатомандатний округ     |          | 16         | 12.12.2012          | 27.11.2014         |
| Мартиненко Микола Володимирович      |      | ВО «Батьківщина»              | Багатомандатний округ     |          | 17         | 12.12.2012          | 27.11.2014         |
| Луценко Ірина Степанівна             |      | ВО «Батьківщина»              | Багатомандатний округ     |          | 18         | 12.12.2012          | 27.11.2014         |
| Пишний Андрій Григорович             |      | ВО «Батьківщина»              | Багатомандатний округ     |          | 19         | 12.12.2012          | 27.11.2014         |
| Власенко Сергій Володимирович        |      | ВО «Батьківщина»              | Багатомандатний округ     |          | 20         | 12.12.2012          | 27.11.2014         |
| Парубій Андрій Володимирович         |      | ВО «Батьківщина»              | Багатомандатний округ     |          | 21         | 12.12.2012          | 17.03.2014         |
| Кужель Олександра Володимирівна      |      | ВО «Батьківщина»              | Багатомандатний округ     |          | 22         | 12.12.2012          | 27.11.2014         |
| Кубів Степан Іванович                |      | ВО «Батьківщина»              | Багатомандатний округ     |          | 23         | 12.12.2012          | 04.03.2014         |
| Аваков Арсен Борисович               |      | ВО «Батьківщина»              | Багатомандатний округ     |          | 24         | 12.12.2012          | 17.03.2014         |
| Одарченко Юрій Віталійович           |      | ВО «Батьківщина»              | Багатомандатний округ     |          | 25         | 12.12.2012          | 27.11.2014         |
| Оробець Леся Юріївна                 |      | ВО «Батьківщина»              | Багатомандатний округ     |          | 26         | 12.12.2012          | 27.11.2014         |
| Пашинський Сергій Володимирович      |      | ВО «Батьківщина»              | Багатомандатний округ     |          | 27         | 12.12.2012          | 27.11.2014         |
| Абдуллін Олександр Рафкатович        |      | ВО «Батьківщина»              | Багатомандатний округ     |          | 28         | 12.12.2012          | 27.11.2014         |
| Павелко Андрій Васильович            |      | ВО «Батьківщина»              | Багатомандатний округ     |          | 29         | 12.12.2012          | 27.11.2014         |
| Шлемко Дмитро Васильович             |      | ВО «Батьківщина»              | Багатомандатний округ     |          | 30         | 12.12.2012          | 27.11.2014         |
| Забзалюк Роман Омелянович            |      | ВО «Батьківщина»              | Багатомандатний округ     |          | 31         | 12.12.2012          | 27.11.2014         |
| Москаль Геннадій Геннадійович        |      | ВО «Батьківщина»              | Багатомандатний округ     |          | 32         | 12.12.2012          | 27.11.2014         |
| Шевченко Андрій Віталійович          |      | ВО «Батьківщина»              | Багатомандатний округ     |          | 33         | 12.12.2012          | 27.11.2014         |
| Дзензерський Денис Вікторович        |      | ВО «Батьківщина»              | Багатомандатний округ     |          | 34         | 12.12.2012          | 27.11.2014         |
| Сушкевич Валерій Михайлович          |      | ВО «Батьківщина»              | Багатомандатний округ     |          | 35         | 12.12.2012          | 27.11.2014         |
| Деревляний Василь Тимофійович        |      | ВО «Батьківщина»              | Багатомандатний округ     |          | 36         | 12.12.2012          | 27.11.2014         |
| Князевич Руслан Петрович             |      | ВО «Батьківщина»              | Багатомандатний округ     |          | 37         | 12.12.2012          | 27.11.2014         |
| Денісова Людмила Леонтіївна          |      | ВО «Батьківщина»              | Багатомандатний округ     |          | 38         | 12.12.2012          | 17.03.2014         |
| Фаєрмарк Сергій Олександрович        |      | ВО «Батьківщина»              | Багатомандатний округ     |          | 39         | 12.12.2012          | 27.11.2014         |
| Швець Віктор Дмитрович               |      | ВО «Батьківщина»              | Багатомандатний округ     |          | 40         | 12.12.2012          | 27.11.2014         |
| Іванчук Андрій Володимирович         |      | ВО «Батьківщина»              | Багатомандатний округ     |          | 41         | 12.12.2012          | 27.11.2014         |
| Лук'янчук Руслан Валерійович         |      | ВО «Батьківщина»              | Багатомандатний округ     |          | 42         | 12.12.2012          | 27.11.2014         |
| Бурбак Максим Юрійович               |      | ВО «Батьківщина»              | Багатомандатний округ     |          | 43         | 12.12.2012          | 17.03.2014         |
| Павловський Андрій Михайлович        |      | ВО «Батьківщина»              | Багатомандатний округ     |          | 44         | 12.12.2012          | 27.11.2014         |
| Бондарєв Костянтин Анатолійович      |      | ВО «Батьківщина»              | Багатомандатний округ     |          | 45         | 12.12.2012          | 27.11.2014         |
| Сергієнко Леонід Григорович          |      | ВО «Батьківщина»              | Багатомандатний округ     |          | 46         | 12.12.2012          | 27.11.2014         |
| Сас Сергій Володимирович             |      | ВО «Батьківщина»              | Багатомандатний округ     |          | 47         | 12.12.2012          | 13.03.2014         |
| Сенченко Андрій Віленович            |      | ВО «Батьківщина»              | Багатомандатний округ     |          | 48         | 12.12.2012          | 27.11.2014         |
| Табалов Олександр Миколайович        |      | ВО «Батьківщина»              | Багатомандатний округ     |          | 49         | 12.12.2012          | 27.11.2014         |
| Кравчук Василь Петрович              |      | ВО «Батьківщина»              | Багатомандатний округ     |          | 50         | 12.12.2012          | 27.11.2014         |
| Кальченко Валерій Михайлович         |      | ВО «Батьківщина»              | Багатомандатний округ     |          | 51         | 12.12.2012          | 27.11.2014         |
| Петренко Павло Дмитрович             |      | ВО «Батьківщина»              | Багатомандатний округ     |          | 52         | 12.12.2012          | 17.03.2014         |
| Слюз Тетяна Ярославівна              |      | ВО «Батьківщина»              | Багатомандатний округ     |          | 53         | 12.12.2012          | 13.05.2014         |
| Шкварилюк Володимир Васильович       |      | ВО «Батьківщина»              | Багатомандатний округ     |          | 54         | 12.12.2012          | 27.11.2014         |
| Донець Тетяна Анатоліївна            |      | ВО «Батьківщина»              | Багатомандатний округ     |          | 55         | 12.12.2012          | 27.11.2014         |
| Головко Валерій Анатолійович         |      | ВО «Батьківщина»              | Багатомандатний округ     |          | 56         | 12.12.2012          | 27.11.2014         |
| Данілов Віталій Богданович           |      | ВО «Батьківщина»              | Багатомандатний округ     |          | 57         | 12.12.2012          | 27.11.2014         |
| Скосар Ігор Євгенійович              |      | ВО «Батьківщина»              | Багатомандатний округ     |          | 58         | 12.12.2012          | 27.11.2014         |
| Полочанінов Володимир Геннадійович   |      | ВО «Батьківщина»              | Багатомандатний округ     |          | 59         | 12.12.2012          | 27.11.2014         |
| Кондратюк Олена Костянтинівна        |      | ВО «Батьківщина»              | Багатомандатний округ     |          | 60         | 12.12.2012          | 27.11.2014         |
| Лунченко Валерій Валерійович         |      | ВО «Батьківщина»              | Багатомандатний округ     |          | 61         | 12.12.2012          | 27.11.2014         |
| Немілостівий Віталій Олександрович   |      | ВО «Батьківщина»              | Багатомандатний округ     |          | 62         | 12.12.2012          | 27.11.2014         |
| Стець Юрій Ярославович               |      | ВО «Батьківщина»              | Багатомандатний округ     |          | 63         | 12.12.2012          | 27.11.2014         |
| Дубовой Олександр Федорович          |      | ВО «Батьківщина»              | Багатомандатний округ     |          | 64         | 12.12.2012          | 27.11.2014         |
| Стаднійчук Роман Васильович          |      | ВО «Батьківщина»              | Багатомандатний округ     |          | 65         | 19.03.2013          | 27.11.2014         |
| Меріков Вадим Іванович               |      | ВО «Батьківщина»              | Багатомандатний округ     |          | 66         | 15.03.2014          | 27.11.2014         |
| Шевчук Олег Борисович                |      | ВО «Батьківщина»              | Багатомандатний округ     |          | 67         | 25.03.2014          | 27.11.2014         |
| Макул Леонід Якович                  |      | ВО «Батьківщина»              | Багатомандатний округ     |          | 68         | 25.03.2014          | 27.11.2014         |
| Ледовських Олена Володимирівна       |      | ВО «Батьківщина»              | Багатомандатний округ     |          | 69         | 25.03.2014          | 27.11.2014         |
| Гринів Ігор Олексійович              |      | ВО «Батьківщина»              | Багатомандатний округ     |          | 70         | 25.03.2014          | 27.11.2014         |
| Чубатенко Олександр Миколайович      |      | ВО «Батьківщина»              | Багатомандатний округ     |          | 71         | 25.03.2014          | 27.11.2014         |
| Колганова Олена Валеріївна           |      | ВО «Батьківщина»              | Багатомандатний округ     |          | 72         | 25.03.2014          | 27.11.2014         |
| Богдан Руслан Дмитрович              |      | ВО «Батьківщина»              | Багатомандатний округ     |          | 73         | 17.06.2014          | 27.11.2014         |
| Кличко Віталій Володимирович         |      | Партія «УДАР» Віталія Кличка  | Багатомандатний округ     |          | 1          | 12.12.2012          | 05.06.2014         |
| Матіос Марія Василівна               |      | Партія «УДАР» Віталія Кличка  | Багатомандатний округ     |          | 2          | 12.12.2012          | 27.11.2014         |
| Наливайченко Валентин Олександрович  |      | Партія «УДАР» Віталія Кличка  | Багатомандатний округ     |          | 3          | 12.12.2012          | 17.03.2014         |
| Продан Оксана Петрівна               |      | Партія «УДАР» Віталія Кличка  | Багатомандатний округ     |          | 4          | 12.12.2012          | 27.11.2014         |
| Ковальчук Віталій Анатолійович       |      | Партія «УДАР» Віталія Кличка  | Багатомандатний округ     |          | 5          | 12.12.2012          | 27.11.2014         |
| Геращенко Ірина Володимирівна        |      | Партія «УДАР» Віталія Кличка  | Багатомандатний округ     |          | 6          | 12.12.2012          | 27.11.2014         |
| Пинзеник Віктор Михайлович           |      | Партія «УДАР» Віталія Кличка  | Багатомандатний округ     |          | 7          | 12.12.2012          | 27.11.2014         |
| Агафонова Наталія Володимирівна      |      | Партія «УДАР» Віталія Кличка  | Багатомандатний округ     |          | 8          | 12.12.2012          | 27.11.2014         |
| Палатний Артур Леонідович            |      | Партія «УДАР» Віталія Кличка  | Багатомандатний округ     |          | 9          | 12.12.2012          | 27.11.2014         |
| Розенко Павло Валерійович            |      | Партія «УДАР» Віталія Кличка  | Багатомандатний округ     |          | 10         | 12.12.2012          | 27.11.2014         |
| Новак Наталія Василівна              |      | Партія «УДАР» Віталія Кличка  | Багатомандатний округ     |          | 11         | 12.12.2012          | 27.11.2014         |
| Романюк Роман Сергійович             |      | Партія «УДАР» Віталія Кличка  | Багатомандатний округ     |          | 12         | 12.12.2012          | 27.11.2014         |
| Карпунцов Валерій Віталійович        |      | Партія «УДАР» Віталія Кличка  | Багатомандатний округ     |          | 13         | 12.12.2012          | 27.11.2014         |
| Паламарчук Микола Петрович           |      | Партія «УДАР» Віталія Кличка  | Багатомандатний округ     |          | 14         | 12.12.2012          | 27.11.2014         |
| Куніцин Сергій Володимирович         |      | Партія «УДАР» Віталія Кличка  | Багатомандатний округ     |          | 15         | 12.12.2012          | 27.11.2014         |
| Іонова Марія Миколаївна              |      | Партія «УДАР» Віталія Кличка  | Багатомандатний округ     |          | 16         | 12.12.2012          | 27.11.2014         |
| Гурвіц Едуард Йосипович              |      | Партія «УДАР» Віталія Кличка  | Багатомандатний округ     |          | 17         | 12.12.2012          | 27.11.2014         |
| Чугунніков Віталій Семенович         |      | Партія «УДАР» Віталія Кличка  | Багатомандатний округ     |          | 18         | 12.12.2012          | 27.11.2014         |
| Пацкан Валерій Васильович            |      | Партія «УДАР» Віталія Кличка  | Багатомандатний округ     |          | 19         | 12.12.2012          | 27.11.2014         |
| Гінка Ярослав Ярославович            |      | Партія «УДАР» Віталія Кличка  | Багатомандатний округ     |          | 20         | 12.12.2012          | 27.11.2014         |
| Ткачук Геннадій Віталійович          |      | Партія «УДАР» Віталія Кличка  | Багатомандатний округ     |          | 21         | 12.12.2012          | 27.11.2014         |
| Раупов Рустам Бурханович             |      | Партія «УДАР» Віталія Кличка  | Багатомандатний округ     |          | 22         | 12.12.2012          | 27.11.2014         |
| Чернега Роман Тарасович              |      | Партія «УДАР» Віталія Кличка  | Багатомандатний округ     |          | 23         | 12.12.2012          | 27.11.2014         |
| Корнійчук Олександр Олександрович    |      | Партія «УДАР» Віталія Кличка  | Багатомандатний округ     |          | 24         | 12.12.2012          | 27.11.2014         |
| Побер Ігор Миколайович               |      | Партія «УДАР» Віталія Кличка  | Багатомандатний округ     |          | 25         | 12.12.2012          | 27.11.2014         |
| Куренной Володимир Костянтинович     |      | Партія «УДАР» Віталія Кличка  | Багатомандатний округ     |          | 26         | 12.12.2012          | 27.11.2014         |
| Савчук Юрій Петрович                 |      | Партія «УДАР» Віталія Кличка  | Багатомандатний округ     |          | 27         | 12.12.2012          | 27.11.2014         |
| Рябікін Павло Борисович              |      | Партія «УДАР» Віталія Кличка  | Багатомандатний округ     |          | 28         | 12.12.2012          | 27.11.2014         |
| Аверченко Сергій Миколайович         |      | Партія «УДАР» Віталія Кличка  | Багатомандатний округ     |          | 29         | 12.12.2012          | 01.04.2014         |
| Ванзуряк Роман Степанович            |      | Партія «УДАР» Віталія Кличка  | Багатомандатний округ     |          | 30         | 12.12.2012          | 15.04.2014         |
| Бєлькова Ольга Валентинівна          |      | Партія «УДАР» Віталія Кличка  | Багатомандатний округ     |          | 31         | 12.12.2012          | 27.11.2014         |
| Іщенко Валерій Олександрович         |      | Партія «УДАР» Віталія Кличка  | Багатомандатний округ     |          | 32         | 12.12.2012          | 27.11.2014         |
| Мочков Олександр Борисович           |      | Партія «УДАР» Віталія Кличка  | Багатомандатний округ     |          | 33         | 12.12.2012          | 27.11.2014         |
| Павленко Ростислав Миколайович       |      | Партія «УДАР» Віталія Кличка  | Багатомандатний округ     |          | 34         | 12.12.2012          | 27.11.2014         |
| Ревенко Анатолій Дмитрович           |      | Партія «УДАР» Віталія Кличка  | Багатомандатний округ     |          | 35         | 26.03.2014          | 27.11.2014         |
| Крутій Віталій Іванович              |      | Партія «УДАР» Віталія Кличка  | Багатомандатний округ     |          | 36         | 09.04.2014          | 27.11.2014         |
| Фірсов Єгор Павлович                 |      | Партія «УДАР» Віталія Кличка  | Багатомандатний округ     |          | 37         | 24.04.2014          | 27.11.2014         |
| Іляшенко Віталій Володимирович       |      | Партія «УДАР» Віталія Кличка  | Багатомандатний округ     |          | 38         | 17.06.2014          | 27.11.2014         |
| Симоненко Петро Миколайович          |      | Комуністична партія України   | Багатомандатний округ     |          | 1          | 12.12.2012          | 27.11.2014         |
| Цибенко Петро Степанович             |      | Комуністична партія України   | Багатомандатний округ     |          | 2          | 12.12.2012          | 27.11.2014         |
| Спіріна Ірина Дмитрівна              |      | Комуністична партія України   | Багатомандатний округ     |          | 3          | 12.12.2012          | 27.11.2014         |
| Кілінкаров Спірідон Павлович         |      | Комуністична партія України   | Багатомандатний округ     |          | 4          | 12.12.2012          | 27.11.2014         |
| Присяжнюк Олександр Андрійович       |      | Комуністична партія України   | Багатомандатний округ     |          | 5          | 12.12.2012          | 27.11.2014         |
| Алексєєв Ігор Вікторович             |      | Комуністична партія України   | Багатомандатний округ     |          | 6          | 12.12.2012          | 27.11.2014         |
| Калєтнік Ігор Григорович             |      | Комуністична партія України   | Багатомандатний округ     |          | 7          | 12.12.2012          | 27.11.2014         |
| Мартинюк Адам Іванович               |      | Комуністична партія України   | Багатомандатний округ     |          | 8          | 12.12.2012          | 27.11.2014         |
| Матвєєв Валентин Григорович          |      | Комуністична партія України   | Багатомандатний округ     |          | 9          | 12.12.2012          | 27.11.2014         |
| Мармазов Євген Васильович            |      | Комуністична партія України   | Багатомандатний округ     |          | 10         | 25.12.2012          | 27.11.2014         |
| Голуб Олександр Володимирович        |      | Комуністична партія України   | Багатомандатний округ     |          | 11         | 12.12.2012          | 27.11.2014         |
| Скарбовійчук Руслан Володимирович    |      | Комуністична партія України   | Багатомандатний округ     |          | 12         | 12.12.2012          | 27.11.2014         |
| Гордієнко Сергій Володимирович       |      | Комуністична партія України   | Багатомандатний округ     |          | 13         | 12.12.2012          | 27.11.2014         |
| Гончаров Сергій Васильович           |      | Комуністична партія України   | Багатомандатний округ     |          | 14         | 12.12.2012          | 27.11.2014         |
| Буховець Олег Юлійович               |      | Комуністична партія України   | Багатомандатний округ     |          | 15         | 12.12.2012          | 27.11.2014         |
| Михайленко Ольга Дмитрівна           |      | Комуністична партія України   | Багатомандатний округ     |          | 16         | 12.12.2012          | 27.11.2014         |
| Зубчевський Олександр Петрович       |      | Комуністична партія України   | Багатомандатний округ     |          | 17         | 12.12.2012          | 27.11.2014         |
| Бідьовка Володимир Анатолійович      |      | Комуністична партія України   | Багатомандатний округ     |          | 18         | 12.12.2012          | 27.11.2014         |
| Дзарданов Микола Сергійович          |      | Комуністична партія України   | Багатомандатний округ     |          | 19         | 12.12.2012          | 27.11.2014         |
| Баландін Сергій Вікторович           |      | Комуністична партія України   | Багатомандатний округ     |          | 20         | 12.12.2012          | 27.11.2014         |
| Топалов Сергій Валерійович           |      | Комуністична партія України   | Багатомандатний округ     |          | 21         | 12.12.2012          | 13.05.2014         |
| Булах Вікторія Володимирівна         |      | Комуністична партія України   | Багатомандатний округ     |          | 22         | 12.12.2012          | 27.11.2014         |
| Шугало Роман Васильович              |      | Комуністична партія України   | Багатомандатний округ     |          | 23         | 12.12.2012          | 27.11.2014         |
| Байдюк Лариса Макарівна              |      | Комуністична партія України   | Багатомандатний округ     |          | 24         | 12.12.2012          | 27.11.2014         |
| Самойленко Василь Петрович           |      | Комуністична партія України   | Багатомандатний округ     |          | 25         | 12.12.2012          | 27.11.2014         |
| Губар Віктор Іванович                |      | Комуністична партія України   | Багатомандатний округ     |          | 26         | 12.12.2012          | 27.11.2014         |
| Дорохов Антон Миколайович            |      | Комуністична партія України   | Багатомандатний округ     |          | 27         | 12.12.2012          | 27.11.2014         |
| Левченко Ольга Володимирівна         |      | Комуністична партія України   | Багатомандатний округ     |          | 28         | 12.12.2012          | 27.11.2014         |
| Кудря Володимир Іларіонович          |      | Комуністична партія України   | Багатомандатний округ     |          | 29         | 12.12.2012          | 27.11.2014         |
| Парубок Омелян Никонович             |      | Комуністична партія України   | Багатомандатний округ     |          | 30         | 12.12.2012          | 27.11.2014         |
| Герасимчук Михайло Іванович          |      | Комуністична партія України   | Багатомандатний округ     |          | 31         | 12.12.2012          | 07.11.2013         |
| Борита Ольга Василівна               |      | Комуністична партія України   | Багатомандатний округ     |          | 32         | 12.12.2012          | 27.11.2014         |
| Демедюк Василь Харитонович           |      | Комуністична партія України   | Багатомандатний округ     |          | 33         | 03.12.2013          | 27.11.2014         |
| Ганчуков Олександр Костянтинович     |      | Комуністична партія України   | Багатомандатний округ     |          | 34         | 29.05.2014          | 27.11.2014         |
| Тягнибок Олег Ярославович            |      | ВО «Свобода»                  | Багатомандатний округ     |          | 1          | 12.12.2012          | 27.11.2014         |
| Бенюк Богдан Михайлович              |      | ВО «Свобода»                  | Багатомандатний округ     |          | 2          | 12.12.2012          | 27.11.2014         |
| Мохник Андрій Володимирович          |      | ВО «Свобода»                  | Багатомандатний округ     |          | 3          | 12.12.2012          | 28.02.2014         |
| Мірошниченко Ігор Михайлович         |      | ВО «Свобода»                  | Багатомандатний округ     |          | 4          | 12.12.2012          | 27.11.2014         |
| Шевченко Олександр Оксеньтійович     |      | ВО «Свобода»                  | Багатомандатний округ     |          | 5          | 12.12.2012          | 27.11.2014         |
| Вітів Анатолій Миколайович           |      | ВО «Свобода»                  | Багатомандатний округ     |          | 6          | 12.12.2012          | 27.11.2014         |
| Панькевич Олег Ігорович              |      | ВО «Свобода»                  | Багатомандатний округ     |          | 7          | 12.12.2012          | 27.11.2014         |
| Швайка Ігор Олександрович            |      | ВО «Свобода»                  | Багатомандатний округ     |          | 8          | 12.12.2012          | 28.02.2014         |
| Кириленко Павло Веніамінович         |      | ВО «Свобода»                  | Багатомандатний округ     |          | 9          | 12.12.2012          | 27.11.2014         |
| Янків Ігор Тарасович                 |      | ВО «Свобода»                  | Багатомандатний округ     |          | 10         | 12.12.2012          | 27.11.2014         |
| Мартинюк Леонтій Святославович       |      | ВО «Свобода»                  | Багатомандатний округ     |          | 11         | 12.12.2012          | 27.11.2014         |
| Кошулинський Руслан Володимирович    |      | ВО «Свобода»                  | Багатомандатний округ     |          | 12         | 12.12.2012          | 27.11.2014         |
| Кривецький Ігор Ігорович             |      | ВО «Свобода»                  | Багатомандатний округ     |          | 13         | 12.12.2012          | 27.11.2014         |
| Сиротюк Юрій Миколайович             |      | ВО «Свобода»                  | Багатомандатний округ     |          | 14         | 12.12.2012          | 27.11.2014         |
| Гелевей Олег Іванович                |      | ВО «Свобода»                  | Багатомандатний округ     |          | 15         | 12.12.2012          | 27.11.2014         |
| Сиротюк Олег Мирославович            |      | ВО «Свобода»                  | Багатомандатний округ     |          | 16         | 12.12.2012          | 17.03.2014         |
| Блавацький Михайло Васильович        |      | ВО «Свобода»                  | Багатомандатний округ     |          | 17         | 12.12.2012          | 27.11.2014         |
| Мирний Олександр Борисович           |      | ВО «Свобода»                  | Багатомандатний округ     |          | 18         | 12.12.2012          | 27.11.2014         |
| Міщенко Андрій Миколайович           |      | ВО «Свобода»                  | Багатомандатний округ     |          | 19         | 12.12.2012          | 27.11.2014         |
| Марцінків Руслан Романович           |      | ВО «Свобода»                  | Багатомандатний округ     |          | 20         | 12.12.2012          | 27.11.2014         |
| Махніцький Олег Ігорович             |      | ВО «Свобода»                  | Багатомандатний округ     |          | 21         | 12.12.2012          | 17.03.2014         |
| Черняков Валерій Вікторович          |      | ВО «Свобода»                  | Багатомандатний округ     |          | 22         | 12.12.2012          | 01.04.2014         |
| Леонов Едуард Володимирович          |      | ВО «Свобода»                  | Багатомандатний округ     |          | 23         | 12.12.2012          | 27.11.2014         |
| Ханенко Святослав Михайлович         |      | ВО «Свобода»                  | Багатомандатний округ     |          | 24         | 12.12.2012          | 27.11.2014         |
| Зелик Руслан Богданович              |      | ВО «Свобода»                  | Багатомандатний округ     |          | 25         | 12.12.2012          | 27.11.2014         |
| Фурман Олексій Юрійович              |      | ВО «Свобода»                  | Багатомандатний округ     |          | 26         | 11.03.2014          | 27.11.2014         |
| Бондарчук Олег Володимирович         |      | ВО «Свобода»                  | Багатомандатний округ     |          | 27         | 11.03.2014          | 27.11.2014         |
| Осауленко Тарас Володимирович        |      | ВО «Свобода»                  | Багатомандатний округ     |          | 28         | 25.03.2014          | 27.11.2014         |
| Лопачак Маркіян Романович            |      | ВО «Свобода»                  | Багатомандатний округ     |          | 29         | 25.03.2014          | 27.11.2014         |
| Чорна Галина Михайлівна              |      | ВО «Свобода»                  | Багатомандатний округ     |          | 30         | 09.04.2014          | 27.11.2014         |
| Дзоз Віталіна Олексіївна             |      | Партія регіонів               | Автономна Республіка Крим | 1        |            | 12.12.2012          | 27.11.2014         |
| Миримський Лев Юлійович              |      | Союз                          | Автономна Республіка Крим | 2        |            | 12.12.2012          | 27.11.2014         |
| Нетецька Олена Анатоліївна           |      | Партія регіонів               | Автономна Республіка Крим | 3        |            | 12.12.2012          | 27.11.2014         |
| Парасків Олег Дмитрович              |      | Партія регіонів               | Автономна Республіка Крим | 4        |            | 12.12.2012          | 27.11.2014         |
| Лютікова Валентина Іванівна          |      | Партія регіонів               | Автономна Республіка Крим | 5        |            | 12.12.2012          | 27.11.2014         |
| Льовочкіна Юлія Володимирівна        |      | Партія регіонів               | Автономна Республіка Крим | 6        |            | 12.12.2012          | 27.11.2014         |
| Брайко Сергій Борисович              |      | Партія регіонів               | Автономна Республіка Крим | 7        |            | 12.12.2012          | 27.11.2014         |
| Дейч Борис Давидович                 |      | Партія регіонів               | Автономна Республіка Крим | 8        |            | 12.12.2012          | 27.11.2014         |
| Нечаєв Олександр Ігоревич            |      | Партія регіонів               | Автономна Республіка Крим | 9        |            | 12.12.2012          | 27.11.2014         |
| Груба Григорій Іванович              |      | Партія регіонів               | Автономна Республіка Крим | 10       |            | 12.12.2012          | 27.11.2014         |
| Домбровський Олександр Георгійович   |      | Самовисування                 | Вінницька область         | 11       |            | 12.12.2012          | 27.11.2014         |
| Порошенко Петро Олексійович          |      | Самовисування                 | Вінницька область         | 12       |            | 12.12.2012          | 03.06.2014         |
| Катеринчук Микола Дмитрович          |      | ВО «Батьківщина»              | Вінницька область         | 13       |            | 12.12.2012          | 27.11.2014         |
| Жеребнюк Віктор Миколайович          |      | Самовисування                 | Вінницька область         | 14       |            | 12.12.2012          | 27.11.2014         |
| Джига Микола Васильович              |      | Партія регіонів               | Вінницька область         | 15       |            | 12.12.2012          | 27.11.2014         |
| Калетник Оксана Миколаївна           |      | Самовисування                 | Вінницька область         | 16       |            | 12.12.2012          | 27.11.2014         |
| Заболотний Григорій Михайлович       |      | Самовисування                 | Вінницька область         | 17       |            | 12.12.2012          | 27.11.2014         |
| Калетнік Григорій Миколайович        |      | Самовисування                 | Вінницька область         | 18       |            | 12.12.2012          | 27.11.2014         |
| Мельник Євген Іванович               |      | ВО «Свобода»                  | Волинська область         | 19       |            | 12.12.2012          | 27.11.2014         |
| Мартиняк Сергій Васильович           |      | Самовисування                 | Волинська область         | 20       |            | 12.12.2012          | 27.11.2014         |
| Івахів Степан Петрович               |      | Самовисування                 | Волинська область         | 21       |            | 12.12.2012          | 27.11.2014         |
| Палиця Ігор Петрович                 |      | Самовисування                 | Волинська область         | 22       |            | 12.12.2012          | 27.11.2014         |
| Єремеєв Ігор Миронович               |      | Самовисування                 | Волинська область         | 23       |            | 12.12.2012          | 27.11.2014         |
| Безбах Яків Якович                   |      | Самовисування                 | Дніпропетровська область  | 24       |            | 12.12.2012          | 27.11.2014         |
| Циркін Ігор Маркович                 |      | Партія регіонів               | Дніпропетровська область  | 25       |            | 12.12.2012          | 27.11.2014         |
| Ступак Іван Іванович                 |      | Партія регіонів               | Дніпропетровська область  | 26       |            | 12.12.2012          | 27.11.2014         |
| Момот Олександр Іванович             |      | Партія регіонів               | Дніпропетровська область  | 27       |            | 12.12.2012          | 27.11.2014         |
| Морозенко Євгеній Вадимович          |      | Партія регіонів               | Дніпропетровська область  | 28       |            | 12.12.2012          | 27.11.2014         |
| Бутківський Віктор Володимирович     |      | Партія регіонів               | Дніпропетровська область  | 29       |            | 12.12.2012          | 27.11.2014         |
| Гузенко Костянтин Олександрович      |      | Партія регіонів               | Дніпропетровська область  | 30       |            | 12.12.2012          | 27.11.2014         |
| Павлов Костянтин Юрійович            |      | Партія регіонів               | Дніпропетровська область  | 31       |            | 12.12.2012          | 27.11.2014         |
| Любоненко Юрій Вікторович            |      | Партія регіонів               | Дніпропетровська область  | 32       |            | 12.12.2012          | 27.11.2014         |
| Задорожний Вячеслав Казимирович      |      | Партія регіонів               | Дніпропетровська область  | 33       |            | 12.12.2012          | 27.11.2014         |
| Глазунов Сергій Миколайович          |      | Партія регіонів               | Дніпропетровська область  | 34       |            | 12.12.2012          | 27.11.2014         |
| Шипко Андрій Федорович               |      | Партія регіонів               | Дніпропетровська область  | 35       |            | 12.12.2012          | 27.11.2014         |
| Мартовицький Артур Володимирович     |      | Партія регіонів               | Дніпропетровська область  | 36       |            | 12.12.2012          | 27.11.2014         |
| Шпенов Дмитро Юрійович               |      | Партія регіонів               | Дніпропетровська область  | 37       |            | 12.12.2012          | 27.11.2014         |
| Солошенко Микола Павлович            |      | Партія регіонів               | Дніпропетровська область  | 38       |            | 12.12.2012          | 27.11.2014         |
| Самойленко Юрій Павлович             |      | Партія регіонів               | Дніпропетровська область  | 39       |            | 12.12.2012          | 27.11.2014         |
| Царьов Олег Анатолійович             |      | Партія регіонів               | Дніпропетровська область  | 40       |            | 12.12.2012          | 27.11.2014         |
| Бобков Олександр Михайлович          |      | Партія регіонів               | Донецька область          | 41       |            | 12.12.2012          | 27.11.2014         |
| Бахтеєва Тетяна Дмитрівна            |      | Партія регіонів               | Донецька область          | 42       |            | 12.12.2012          | 27.11.2014         |
| Ландик Валентин Іванович             |      | Партія регіонів               | Донецька область          | 43       |            | 12.12.2012          | 27.11.2014         |
| Левченко Микола Олександрович        |      | Партія регіонів               | Донецька область          | 44       |            | 12.12.2012          | 27.11.2014         |
| Звягільський Юхим Леонідович         |      | Партія регіонів               | Донецька область          | 45       |            | 12.12.2012          | 27.11.2014         |
| Клюєв Сергій Петрович                |      | Партія регіонів               | Донецька область          | 46       |            | 12.12.2012          | 27.11.2014         |
| Азаров Олексій Миколайович           |      | Партія регіонів               | Донецька область          | 47       |            | 12.12.2012          | 27.11.2014         |
| Боярський Юрій Іванович              |      | Партія регіонів               | Донецька область          | 48       |            | 12.12.2012          | 27.11.2014         |
| Омельянович Денис Сергійович         |      | Партія регіонів               | Донецька область          | 49       |            | 12.12.2012          | 27.11.2014         |
| Байсаров Леонід Володимирович        |      | Партія регіонів               | Донецька область          | 50       |            | 12.12.2012          | 27.11.2014         |
| Гончаров Анатолій Дмитрович          |      | Партія регіонів               | Донецька область          | 51       |            | 12.12.2012          | 27.11.2014         |
| Шкіря Ігор Миколайович               |      | Партія регіонів               | Донецька область          | 52       |            | 12.12.2012          | 27.11.2014         |
| Литвинов Леонід Федорович            |      | Партія регіонів               | Донецька область          | 53       |            | 12.12.2012          | 27.11.2014         |
| Лук'янов Владислав Валентинович      |      | Партія регіонів               | Донецька область          | 54       |            | 12.12.2012          | 27.11.2014         |
| Омельченко Валерій Павлович          |      | Партія регіонів               | Донецька область          | 55       |            | 12.12.2012          | 27.11.2014         |
| Борт Віталій Петрович                |      | Партія регіонів               | Донецька область          | 56       |            | 12.12.2012          | 27.11.2014         |
| Матвієнков Сергій Анатолійович       |      | Партія регіонів               | Донецька область          | 57       |            | 12.12.2012          | 27.11.2014         |
| Білий Олексій Петрович               |      | Партія регіонів               | Донецька область          | 58       |            | 12.12.2012          | 27.11.2014         |
| Васильєв Олександр Андрійович        |      | Партія регіонів               | Донецька область          | 59       |            | 12.12.2012          | 27.11.2014         |
| Риженков Олександр Миколайович       |      | Партія регіонів               | Донецька область          | 60       |            | 12.12.2012          | 27.11.2014         |
| Пономарьов Андрій Вікторович         |      | Партія регіонів               | Донецька область          | 61       |            | 12.12.2012          | 27.11.2014         |
| Зубко Геннадій Григорович            |      | ВО «Батьківщина»              | Житомирська область       | 62       |            | 12.12.2012          | 27.11.2014         |
| Лабунська Анжеліка Вікторівна        |      | Самовисування                 | Житомирська область       | 63       |            | 12.12.2012          | 27.11.2014         |
| Пехов Володимир Анатолійович         |      | Партія регіонів               | Житомирська область       | 64       |            | 12.12.2012          | 27.11.2014         |
| Литвин Володимир Михайлович          |      | Народна партія                | Житомирська область       | 65       |            | 12.12.2012          | 27.11.2014         |
| Журавський Віталій Станіславович     |      | Партія регіонів               | Житомирська область       | 66       |            | 12.12.2012          | 27.11.2014         |
| Развадовський Віктор Йосипович       |      | Самовисування                 | Житомирська область       | 67       |            | 12.12.2012          | 27.11.2014         |
| Ковач Василь Ілліч                   |      | Партія регіонів               | Закарпатська область      | 68       |            | 12.12.2012          | 27.11.2014         |
| Балога Віктор Іванович               |      | Єдиний центр                  | Закарпатська область      | 69       |            | 12.12.2012          | 27.11.2014         |
| Ланьо Михайло Іванович               |      | Партія регіонів               | Закарпатська область      | 70       |            | 12.12.2012          | 27.11.2014         |
| Балога Павло Іванович                |      | Єдиний центр                  | Закарпатська область      | 71       |            | 12.12.2012          | 27.11.2014         |
| Петьовка Василь Васильович           |      | Єдиний центр                  | Закарпатська область      | 72       |            | 12.12.2012          | 27.11.2014         |
| Бушко Іван Іванович                  |      | Партія регіонів               | Закарпатська область      | 73       |            | 12.12.2012          | 27.11.2014         |
| Сухий Ярослав Михайлович             |      | Партія регіонів               | Запорізька область        | 74       |            | 12.12.2012          | 27.11.2014         |
| Кальцев Сергій Федорович             |      | Партія регіонів               | Запорізька область        | 75       |            | 12.12.2012          | 27.11.2014         |
| Карташов Євген Григорович            |      | Партія регіонів               | Запорізька область        | 76       |            | 12.12.2012          | 27.11.2014         |
| Богуслаєв Вячеслав Олександрович     |      | Партія регіонів               | Запорізька область        | 77       |            | 12.12.2012          | 27.11.2014         |
| Пономарьов Олександр Сергійович      |      | Самовисування                 | Запорізька область        | 78       |            | 12.12.2012          | 27.11.2014         |
| Бандуров Володимир Володимирович     |      | Партія регіонів               | Запорізька область        | 79       |            | 12.12.2012          | 27.11.2014         |
| Балицький Євген Віталійович          |      | Партія регіонів               | Запорізька область        | 80       |            | 12.12.2012          | 27.11.2014         |
| Пшонка Артем Вікторович              |      | Партія регіонів               | Запорізька область        | 81       |            | 12.12.2012          | 27.11.2014         |
| Дудка Олександр Іванович             |      | Партія регіонів               | Запорізька область        | 82       |            | 12.12.2012          | 27.11.2014         |
| Сич Олександр Максимович             |      | ВО «Свобода»                  | Івано-Франківська область | 83       |            | 12.12.2012          | 28.02.2014         |
| Шевченко Олександр Леонідович        |      | Самовисування                 | Івано-Франківська область | 83       |            | 17.06.2014          | 27.11.2014         |
| Купчак Володимир Романович           |      | ВО «Батьківщина»              | Івано-Франківська область | 84       |            | 12.12.2012          | 27.11.2014         |
| Сікора Ольга Мирославівна            |      | ВО «Батьківщина»              | Івано-Франківська область | 85       |            | 12.12.2012          | 27.11.2014         |
| Дирів Анатолій Борисович             |      | ВО «Батьківщина»              | Івано-Франківська область | 86       |            | 12.12.2012          | 27.11.2014         |
| Дерев'янко Юрій Богданович           |      | Самовисування                 | Івано-Франківська область | 87       |            | 12.12.2012          | 27.11.2014         |
| Доній Олександр Сергійович           |      | Самовисування                 | Івано-Франківська область | 88       |            | 12.12.2012          | 27.11.2014         |
| Гладій Василь Іванович               |      | ВО «Батьківщина»              | Івано-Франківська область | 89       |            | 12.12.2012          | 27.11.2014         |
| Чудновський Віталій Олегович         |      | Самовисування                 | Київська область          | 90       |            | 12.12.2012          | 27.11.2014         |
| Сольвар Руслан Миколайович           |      | Партія «УДАР» Віталія Кличка  | Київська область          | 91       |            | 12.12.2012          | 27.11.2014         |
| Кацуба Сергій Володимирович          |      | Партія регіонів               | Київська область          | 92       |            | 12.12.2012          | 27.11.2014         |
| Онищенко Олександр Романович         |      | Партія регіонів               | Київська область          | 93       |            | 12.12.2012          | 27.11.2014         |
| Бадаєв Руслан Геннадійович           |      | Самовисування                 | Київська область          | 94       |            | 15.01.2014          | 27.11.2014         |
| Кутовий Вячеслав Григорович          |      | ВО «Батьківщина»              | Київська область          | 95       |            | 12.12.2012          | 27.11.2014         |
| Москаленко Ярослав Миколайович       |      | Партія регіонів               | Київська область          | 96       |            | 12.12.2012          | 27.11.2014         |
| Різаненко Павло Олександрович        |      | Партія «УДАР» Віталія Кличка  | Київська область          | 97       |            | 12.12.2012          | 27.11.2014         |
| Міщенко Сергій Григорович            |      | Самовисування                 | Київська область          | 98       |            | 12.12.2012          | 27.11.2014         |
| Табалов Андрій Олександрович         |      | ВО «Батьківщина»              | Кіровоградська область    | 99       |            | 12.12.2012          | 27.11.2014         |
| Березкін Станіслав Семенович         |      | Партія регіонів               | Кіровоградська область    | 100      |            | 12.12.2012          | 27.11.2014         |
| Грушевський Віталій Анатолійович     |      | Партія регіонів               | Кіровоградська область    | 101      |            | 12.12.2012          | 27.11.2014         |
| Єдін Олександр Йосипович             |      | Партія регіонів               | Кіровоградська область    | 102      |            | 12.12.2012          | 27.11.2014         |
| Кузьменко Сергій Анатолійович        |      | Партія регіонів               | Кіровоградська область    | 103      |            | 12.12.2012          | 27.11.2014         |
| Струк Володимир Олексійович          |      | Самовисування                 | Луганська область         | 104      |            | 12.12.2012          | 27.11.2014         |
| Горохов Сергій Олександрович         |      | Партія регіонів               | Луганська область         | 105      |            | 12.12.2012          | 27.11.2014         |
| Кунченко Олексій Петрович            |      | Партія регіонів               | Луганська область         | 106      |            | 12.12.2012          | 27.11.2014         |
| Дунаєв Сергій Володимирович          |      | Партія регіонів               | Луганська область         | 107      |            | 12.12.2012          | 27.11.2014         |
| Мошенський Валерій Захарович         |      | Самовисування                 | Луганська область         | 108      |            | 12.12.2012          | 27.11.2014         |
| Медяник Володимир Юрійович           |      | Партія регіонів               | Луганська область         | 109      |            | 12.12.2012          | 27.11.2014         |
| Чуб Володимир Євгенович              |      | Партія регіонів               | Луганська область         | 110      |            | 12.12.2012          | 27.11.2014         |
| Коваль Олександр Іванович            |      | Партія регіонів               | Луганська область         | 111      |            | 12.12.2012          | 27.11.2014         |
| Іоффе Юлій Якович                    |      | Партія регіонів               | Луганська область         | 112      |            | 12.12.2012          | 27.11.2014         |
| Тихонов Віктор Миколайович           |      | Партія регіонів               | Луганська область         | 113      |            | 12.12.2012          | 27.11.2014         |
| Демішкан Володимир Федорович         |      | Партія регіонів               | Луганська область         | 114      |            | 12.12.2012          | 27.11.2014         |
| Хміль Михайло Михайлович             |      | ВО «Батьківщина»              | Львівська область         | 115      |            | 12.12.2012          | 27.11.2014         |
| Фаріон Ірина Дмитрівна               |      | ВО «Свобода»                  | Львівська область         | 116      |            | 12.12.2012          | 27.11.2014         |
| Васюник Ігор Васильович              |      | ВО «Батьківщина»              | Львівська область         | 117      |            | 12.12.2012          | 27.11.2014         |
| Михальчишин Юрій Адріянович          |      | ВО «Свобода»                  | Львівська область         | 118      |            | 12.12.2012          | 27.11.2014         |
| Сех Ірина Ігорівна                   |      | ВО «Свобода»                  | Львівська область         | 119      |            | 12.12.2012          | 27.11.2014         |
| Дубневич Ярослав Васильович          |      | Самовисування                 | Львівська область         | 120      |            | 12.12.2012          | 27.11.2014         |
| Ілик Роман Романович                 |      | ВО «Батьківщина»              | Львівська область         | 121      |            | 12.12.2012          | 27.11.2014         |
| Пазиняк Василь Степанович            |      | ВО «Батьківщина»              | Львівська область         | 122      |            | 12.12.2012          | 27.11.2014         |
| Котеляк Лідія Леонідівна             |      | ВО «Батьківщина»              | Львівська область         | 123      |            | 12.12.2012          | 27.11.2014         |
| Курпіль Степан Володимирович         |      | ВО «Батьківщина»              | Львівська область         | 124      |            | 12.12.2012          | 27.11.2014         |
| Тягнибок Андрій Ярославович          |      | ВО «Свобода»                  | Львівська область         | 125      |            | 12.12.2012          | 27.11.2014         |
| Канівець Олег Леонідович             |      | ВО «Батьківщина»              | Львівська область         | 126      |            | 12.12.2012          | 27.11.2014         |
| Наконечний Володимир Леонтієвич      |      | Партія регіонів               | Миколаївська область      | 127      |            | 12.12.2012          | 27.11.2014         |
| Ільюк Артем Олександрович            |      | Партія регіонів               | Миколаївська область      | 128      |            | 12.12.2012          | 27.11.2014         |
| Жук Микола Васильович                |      | Партія регіонів               | Миколаївська область      | 129      |            | 12.12.2012          | 27.11.2014         |
| Бриченко Ігор Віталійович            |      | ВО «Батьківщина»              | Миколаївська область      | 130      |            | 12.12.2012          | 27.11.2014         |
| Гержов Юрій Іванович                 |      | Партія регіонів               | Миколаївська область      | 131      |            | 12.12.2012          | 27.11.2014         |
| Круглов Микола Петрович              |      | Самовисування                 | Миколаївська область      | 132      |            | 15.01.2014          | 27.11.2014         |
| Марков Ігор Олегович                 |      | Самовисування                 | Одеська область           | 133      |            | 12.12.2012          | 20.09.2013         |
| Гриневецький Сергій Рафаїлович       |      | Народна партія                | Одеська область           | 134      |            | 12.12.2012          | 27.11.2014         |
| Ківалов Сергій Васильович            |      | Партія регіонів               | Одеська область           | 135      |            | 12.12.2012          | 27.11.2014         |
| Труханов Геннадій Леонідович         |      | Партія регіонів               | Одеська область           | 136      |            | 12.12.2012          | 27.11.2014         |
| Клімов Леонід Михайлович             |      | Партія регіонів               | Одеська область           | 137      |            | 12.12.2012          | 27.11.2014         |
| Фурсін Іван Геннадійович             |      | Партія регіонів               | Одеська область           | 138      |            | 12.12.2012          | 27.11.2014         |
| Пресман Олександр Семенович          |      | Партія регіонів               | Одеська область           | 139      |            | 12.12.2012          | 27.11.2014         |
| Жванія Давид Важаєвич                |      | Самовисування                 | Одеська область           | 140      |            | 12.12.2012          | 27.11.2014         |
| Барвіненко Віталій Дмитрович         |      | Партія регіонів               | Одеська область           | 141      |            | 12.12.2012          | 27.11.2014         |
| Кіссе Антон Іванович                 |      | Самовисування                 | Одеська область           | 142      |            | 12.12.2012          | 27.11.2014         |
| Крук Юрій Борисович                  |      | Партія регіонів               | Одеська область           | 143      |            | 12.12.2012          | 27.11.2014         |
| Каплін Сергій Миколайович            |      | Партія «УДАР» Віталія Кличка  | Полтавська область        | 144      |            | 12.12.2012          | 27.11.2014         |
| Бублик Юрій Васильович               |      | ВО «Свобода»                  | Полтавська область        | 145      |            | 12.12.2012          | 27.11.2014         |
| Шаповалов Юрій Анатолійович          |      | Самовисування                 | Полтавська область        | 146      |            | 12.12.2012          | 27.11.2014         |
| Кулініч Олег Іванович                |      | Самовисування                 | Полтавська область        | 147      |            | 12.12.2012          | 27.11.2014         |
| Пилипенко Володимир Пилипович        |      | Самовисування                 | Полтавська область        | 148      |            | 12.12.2012          | 27.11.2014         |
| Лелюк Олексій Володимирович          |      | Партія регіонів               | Полтавська область        | 149      |            | 12.12.2012          | 27.11.2014         |
| Жеваго Костянтин Валентинович        |      | Самовисування                 | Полтавська область        | 150      |            | 12.12.2012          | 27.11.2014         |
| Кутовий Тарас Вікторович             |      | Партія «УДАР» Віталія Кличка  | Полтавська область        | 151      |            | 12.12.2012          | 27.11.2014         |
| Осуховський Олег Іванович            |      | ВО «Свобода»                  | Рівненська область        | 152      |            | 12.12.2012          | 27.11.2014         |
| Вознюк Юрій Володимирович            |      | ВО «Батьківщина»              | Рівненська область        | 153      |            | 12.12.2012          | 27.11.2014         |
| Королюк Валентин Анатолійович        |      | ВО «Батьківщина»              | Рівненська область        | 154      |            | 12.12.2012          | 27.11.2014         |
| Сорока Микола Петрович               |      | Партія регіонів               | Рівненська область        | 155      |            | 12.12.2012          | 27.11.2014         |
| Кучерук Микола Герасимович           |      | ВО «Батьківщина»              | Рівненська область        | 156      |            | 12.12.2012          | 27.11.2014         |
| Медуниця Олег Вячеславович           |      | ВО «Батьківщина»              | Сумська область           | 157      |            | 12.12.2012          | 27.11.2014         |
| Волков Олександр Михайлович          |      | Самовисування                 | Сумська область           | 158      |            | 12.12.2012          | 27.11.2014         |
| Деркач Андрій Леонідович             |      | Партія регіонів               | Сумська область           | 159      |            | 12.12.2012          | 27.11.2014         |
| Молоток Ігор Федорович               |      | Самовисування                 | Сумська область           | 160      |            | 12.12.2012          | 27.11.2014         |
| Шульга Володимир Петрович            |      | ВО «Батьківщина»              | Сумська область           | 161      |            | 12.12.2012          | 27.11.2014         |
| Купрейчик Ірина Валеріївна           |      | ВО «Батьківщина»              | Сумська область           | 162      |            | 12.12.2012          | 27.11.2014         |
| Кайда Олексій Петрович               |      | ВО «Свобода»                  | Тернопільська область     | 163      |            | 12.12.2012          | 27.11.2014         |
| Головко Михайло Йосифович            |      | ВО «Свобода»                  | Тернопільська область     | 164      |            | 12.12.2012          | 27.11.2014         |
| Бойко Володимир Богданович           |      | ВО «Батьківщина»              | Тернопільська область     | 165      |            | 12.12.2012          | 27.11.2014         |
| Апостол Михайло Володимирович        |      | ВО «Батьківщина»              | Тернопільська область     | 166      |            | 12.12.2012          | 27.11.2014         |
| Стойко Іван Михайлович               |      | ВО «Батьківщина»              | Тернопільська область     | 167      |            | 12.12.2012          | 27.11.2014         |
| Писаренко Валерій Володимирович      |      | Партія регіонів               | Харківська область        | 168      |            | 12.12.2012          | 27.11.2014         |
| Бережна Ірина Григоріївна            |      | Партія регіонів               | Харківська область        | 169      |            | 12.12.2012          | 27.11.2014         |
| Святаш Дмитро Володимирович          |      | Партія регіонів               | Харківська область        | 170      |            | 12.12.2012          | 27.11.2014         |
| Горіна Ірина Анатоліївна             |      | Партія регіонів               | Харківська область        | 171      |            | 12.12.2012          | 27.11.2014         |
| Мисик Володимир Юрійович             |      | Партія регіонів               | Харківська область        | 172      |            | 12.12.2012          | 27.11.2014         |
| Денисенко Анатолій Петрович          |      | Партія регіонів               | Харківська область        | 173      |            | 12.12.2012          | 27.11.2014         |
| Фельдман Олександр Борисович         |      | Партія регіонів               | Харківська область        | 174      |            | 12.12.2012          | 27.11.2014         |
| Кацуба Володимир Михайлович          |      | Партія регіонів               | Харківська область        | 175      |            | 12.12.2012          | 27.11.2014         |
| Шенцев Дмитро Олексійович            |      | Партія регіонів               | Харківська область        | 176      |            | 12.12.2012          | 27.11.2014         |
| Остапчук Віктор Миколайович          |      | Партія регіонів               | Харківська область        | 177      |            | 12.12.2012          | 27.11.2014         |
| Добкін Дмитро Маркович               |      | Партія регіонів               | Харківська область        | 178      |            | 12.12.2012          | 27.11.2014         |
| Гіршфельд Анатолій Мусійович         |      | Партія регіонів               | Харківська область        | 179      |            | 12.12.2012          | 27.11.2014         |
| Біловол Олександр Миколайович        |      | Партія регіонів               | Харківська область        | 180      |            | 12.12.2012          | 27.11.2014         |
| Мураєв Євгеній Володимирович         |      | Партія регіонів               | Харківська область        | 181      |            | 12.12.2012          | 27.11.2014         |
| Сальдо Володимир Васильович          |      | Партія регіонів               | Херсонська область        | 182      |            | 12.12.2012          | 27.11.2014         |
| Путілов Андрій Станіславович         |      | Партія «УДАР» Віталія Кличка  | Херсонська область        | 183      |            | 12.12.2012          | 27.11.2014         |
| Дмитрук Микола Ілліч                 |      | Партія регіонів               | Херсонська область        | 184      |            | 12.12.2012          | 27.11.2014         |
| Опанащенко Михайло Володимирович     |      | Партія регіонів               | Херсонська область        | 185      |            | 12.12.2012          | 27.11.2014         |
| Негой Федір Федорович                |      | Самовисування                 | Херсонська область        | 186      |            | 12.12.2012          | 27.11.2014         |
| Лукашук Олег Григорович              |      | ВО «Батьківщина»              | Хмельницька область       | 187      |            | 12.12.2012          | 27.11.2014         |
| Лабазюк Сергій Петрович              |      | Самовисування                 | Хмельницька область       | 188      |            | 12.12.2012          | 27.11.2014         |
| Сабій Ігор Михайлович                |      | ВО «Свобода»                  | Хмельницька область       | 189      |            | 12.12.2012          | 27.11.2014         |
| Буряк Сергій Васильович              |      | Самовисування                 | Хмельницька область       | 190      |            | 12.12.2012          | 27.11.2014         |
| Бондар Віктор Васильович             |      | Самовисування                 | Хмельницька область       | 191      |            | 12.12.2012          | 27.11.2014         |
| Герега Олександр Володимирович       |      | Самовисування                 | Хмельницька область       | 192      |            | 12.12.2012          | 27.11.2014         |
| Мельниченко Володимир Володимирович  |      | Самовисування                 | Хмельницька область       | 193      |            | 12.12.2012          | 27.11.2014         |
| Поплавський Михайло Михайлович       |      | Самовисування                 | Черкаська область         | 194      |            | 15.01.2014          | 27.11.2014         |
| Зубик Володимир Володимирович        |      | Самовисування                 | Черкаська область         | 195      |            | 12.12.2012          | 27.11.2014         |
| Бобов Геннадій Борисович             |      | Партія регіонів               | Черкаська область         | 196      |            | 12.12.2012          | 27.11.2014         |
| Даценко Леонід Миколайович           |      | ВО «Батьківщина»              | Черкаська область         | 197      |            | 15.01.2014          | 27.11.2014         |
| Тимошенко Віктор Анатолійович        |      | Самовисування                 | Черкаська область         | 198      |            | 12.12.2012          | 27.11.2014         |
| Ничипоренко Валентин Миколайович     |      | Самовисування                 | Черкаська область         | 199      |            | 12.12.2012          | 27.11.2014         |
| Яценко Антон Володимирович           |      | Партія регіонів               | Черкаська область         | 200      |            | 12.12.2012          | 27.11.2014         |
| Федорук Микола Трохимович            |      | ВО «Батьківщина»              | Чернівецька область       | 201      |            | 12.12.2012          | 27.11.2014         |
| Фищук Олександр Георгійович          |      | ВО «Батьківщина»              | Чернівецька область       | 202      |            | 12.12.2012          | 27.11.2014         |
| Федоряк Геннадій Дмитрович           |      | Партія регіонів               | Чернівецька область       | 203      |            | 12.12.2012          | 27.11.2014         |
| Семенюк Артем Олексійович            |      | Партія регіонів               | Чернівецька область       | 204      |            | 12.12.2012          | 27.11.2014         |
| Дубіль Валерій Олександрович         |      | ВО «Батьківщина»              | Чернігівська область      | 205      |            | 12.12.2012          | 27.11.2014         |
| Атрошенко Владислав Анатолійович     |      | Самовисування                 | Чернігівська область      | 206      |            | 12.12.2012          | 27.11.2014         |
| Рибаков Ігор Олександрович           |      | Самовисування                 | Чернігівська область      | 207      |            | 12.12.2012          | 27.11.2014         |
| Ляшко Олег Валерійович               |      | Радикальна партія Олега Ляшка | Чернігівська область      | 208      |            | 12.12.2012          | 27.11.2014         |
| Куровський Іван Іванович             |      | Самовисування                 | Чернігівська область      | 209      |            | 12.12.2012          | 27.11.2014         |
| Рудьковський Микола Миколайович      |      | Самовисування                 | Чернігівська область      | 210      |            | 12.12.2012          | 27.11.2014         |
| Терьохін Сергій Анатолійович         |      | ВО «Батьківщина»              | м. Київ                   | 211      |            | 12.12.2012          | 27.11.2014         |
| Ярема Віталій Григорович             |      | ВО «Батьківщина»              | м. Київ                   | 212      |            | 12.12.2012          | 13.05.2014         |
| Яворівський Володимир Олександрович  |      | ВО «Батьківщина»              | м. Київ                   | 213      |            | 12.12.2012          | 27.11.2014         |
| Чумак Віктор Васильович              |      | Партія «УДАР» Віталія Кличка  | м. Київ                   | 214      |            | 12.12.2012          | 27.11.2014         |
| Іллєнко Андрій Юрійович              |      | ВО «Свобода»                  | м. Київ                   | 215      |            | 12.12.2012          | 27.11.2014         |
| Ляпіна Ксенія Михайлівна             |      | ВО «Батьківщина»              | м. Київ                   | 216      |            | 12.12.2012          | 27.11.2014         |
| Бригинець Олександр Михайлович       |      | ВО «Батьківщина»              | м. Київ                   | 217      |            | 12.12.2012          | 27.11.2014         |
| Ар'єв Володимир Ігорович             |      | ВО «Батьківщина»              | м. Київ                   | 218      |            | 12.12.2012          | 27.11.2014         |
| Бондаренко Володимир Дмитрович       |      | ВО «Батьківщина»              | м. Київ                   | 219      |            | 12.12.2012          | 13.05.2014         |
| Чорноволенко Олександр Віленович     |      | ВО «Батьківщина»              | м. Київ                   | 220      |            | 12.12.2012          | 27.11.2014         |
| Ємець Леонід Олександрович           |      | ВО «Батьківщина»              | м. Київ                   | 221      |            | 12.12.2012          | 27.11.2014         |
| Андрієвський Дмитро Йосипович        |      | ВО «Батьківщина»              | м. Київ                   | 222      |            | 12.12.2012          | 27.11.2014         |
| Пилипишин Віктор Петрович            |      | Самовисування                 | м. Київ                   | 223      |            | 15.01.2014          | 27.11.2014         |
| Лебедєв Павло Валентинович           |      | Партія регіонів               | м. Севастополь            | 224      |            | 12.12.2012          | 22.03.2013         |
| Новинський Вадим Владиславович       |      | Самовисування                 | м. Севастополь            | 224      |            | 03.09.2013          | 27.11.2014         |
| Колесніченко Вадим Васильович        |      | Партія регіонів               | м. Севастополь            | 225      |            | 12.12.2012          | 15.04.2014         |

Клюєв А. П. (№ 4 у списку Партії регіонів) та Акімова І. М. (№ 6 у списку Партії регіонів) відмовилися від депутатських мандатів ще до початку каденції, тому депутатами зареєстровані не були.

### Депутати, що вибули, але потім повернули повноваження
Депутати Домбровський О. Г., Балога П. І. та Марков І. О. були позбавлені мандата за рішенням ВАСУ, однак 24 лютого 2014 року за розпорядженням нового голови Верховної Ради Турчинова О. В. їм були повернуті картки для голосування.
Депутат Власенко С. В. був позбавлений мандата за рішенням ВАСУ 6 березня 2013 року. 28 лютого 2014 року суд скасував цю постанову, повернувши депутатський мандат Власенку С. В. Власенко зайняв місце Яценюка, якого позбавила мандата Верховна Рада.
|  | Партія           | ПІБ                                | № у списку | № округу | Дата позбавлення | Дата поновлення |
|  | ---------------- | ---------------------------------- | ---------- | -------- | ---------------- | --------------- |
|  | Самовисування    | Домбровський Олександр Георгійович |            | 11       | 8 лютого 2013    | 24 лютого 2014  |
|  | «Єдиний центр»   | Балога Павло Іванович              |            | 71       | 8 лютого 2013    | 24 лютого 2014  |
|  | Самовисування    | Марков Ігор Олегович               |            | 133      | 12 вересня 2013  | 24 лютого 2014  |
|  | ВО «Батьківщина» | Власенко Сергій Володимирович      | 20         |          | 6 березня 2013   | 28 лютого 2014  |

## Джерело
- Портал ВР України
- Біографії депутатів і контактна інформація